# The Return of N.EX.T Part 1 - The Being Live Concert Chapter 2
《The Return of N.EX.T Part 1 - The Being Live Concert Chapter 2》는 대한민국의 록 밴드 N.EX.T의 첫 라이브 실황 더블앨범 중 두 번째 파트인 앨범이다. 1995년 2월 4일 서울 한국종합전시장과 3월 12일 부산 구덕체육관에서 있었던 공연 실황을 담았다.

## 수록곡
| #             | 제목                   | 작사          | 작곡          | 재생 시간 |
| ------------- | ---------------------- | ------------- | ------------- | --------- |
| 1.            | 〈Drum & Bass〉 (solo) |               |               | 6:54      |
| 2.            | 〈이중인격자〉         | 신해철        | 신해철        | 4:59      |
| 3.            | 〈도시인〉             | 신해철        | 신해철        | 4:53      |
| 4.            | 〈The Ocean〉          | 신해철        | 신해철        | 8:07      |
| 5.            | 〈날아라 병아리〉      | 신해철        | 신해철        | 5:57      |
| 6.            | 〈그대에게〉           | 신해철        | 신해철        | 3:47      |
| 7.            | 〈Rock & Roll〉        |               |               | 4:41      |
| 8.            | 〈Rock Cafe〉          | 신해철        | 신해철        | 6:39      |
| 총 재생 시간: | 총 재생 시간:          | 총 재생 시간: | 총 재생 시간: | 46:03     |

## 참여
이 목록은 해당 앨범의 부클릿 〈staff〉목록에서 발췌하였다.
| 넥스트 - 신해철 - 프로듀서, 보컬, 키보드 - 이수용 - 드럼 - 김세황 - 기타 - 김영석 - 베이스 기타 무대 스탭 - 최광일, 두비컴 - 공연 연출(서울특별시) - 이성민, 김영훈 - 공연 연출(부산광역시) - 김창환, 김현숙(5세기 고구려) - 프로듀서, 일정 - 나병철, 이용갑, 박상교, 이한교, 유해승(대원개발) - 무대 설치(서울) - 김귀용, 김지영(기획동인 자유공간) - 무대 설치(부산) - 서유성, 김대한, 이성중, 공홍표, 한기호(조연조명) - 조명 감독(서울) - 안병옥(제일조명) - 조명 감독(부산) - 최기선 - 음향 기술자 - 최기선, 조진윤, 손병구, 한병수, 윤성한, 이병철, 윤용한, 이재우, 김승현(서울음향) - 음향(서울) - 최기선, 성지훈(서울음항) - 음향(부산) - 이상용, 조규범 - 무대 녹음 - 문승욱, 정찬우, 우길택, 고경주, 최용을, 김홍규(프러그) - 특수 효과(서울) - 장복만(Q) - 특수 효과(부산) - 김운환, 김종군(아시아테크) - 레이저 효과 - 정광식, 정명종, 정동현(SUN 악기) - 악기 세팅 - 정순용 - 기타 테크니션 - 정중한 - 베이스 테크니션 - 성도현 - 드럼 테크니션 - 신형민 - 리허설 보컬리스트 - 임빈, 임무섭, 강세종 - 백 스테이지 크루 - David 임 - 보디가드 팀 | 시각 - 전상일 - 아트 디렉터, 디지털 작품, 3D 컴퓨터 그래픽 - 이재윤 - 사진 - 이강산 - 3D 그래픽 - 류지원 - 무대의상 디자인, 스타일리스트 - 김주, 김현덕 - 스타일리스트 - 최연희, 이정희, 정유진, 주은정 - 아트워크 - 명진애드 - 인쇄 스탭 - 예성스튜디오 - 믹싱 스튜디오 - 최기선 - 믹싱 - 현경환 - 믹싱 보조 - 소닉 코리아 - 마스터링 스튜디오 - 서상환 - 마스터링 - 이현숙 - 마스터링 보조 - 김경남 - 매니지먼트(레볼루션 No.9) - 유재학 - 매니지먼트(대영 A/V) |